# Ким, Илья (Герой Социалистического Труда, 1949)
Илья Ким (4 марта 1928 года, деревня Донгоу, Ольгинский район, Владивостокский округ — 20 июля 2000 года, Куйичирчикский район, Ташкентская область, Узбекистан) — звеньевой колхоза имени Будённого Нижне-Чирчикского района Ташкентской области, Узбекская ССР. Герой Социалистического Труда (1949).

## Биография
Родился в 1928 году в крестьянской семье в селе Донгоу Ольгинского района.
В 1937 году вместе с родителями депортирован на спецпоселение в Ташкентскую область Узбекской ССР. Трудовую деятельность начал 13-летним подростком. С 1941 года — рядовой колхозник, звеньевой рисоводческого звена в колхозе имени Будённого Нижне-Чирчикского района. В 1948 году окончил вечернюю семилетнюю школу
В 1948 году звено Ильи Кима получило в среднем с каждого гектара по 84,2 центнера риса на участке площадью 5 гектаров. Указом Президиума Верховного Совета СССР от 18 мая 1949 года удостоен звания Героя Социалистического Труда с вручением ордена Ленина и золотой медали «Серп и Молот».
Неоднократно участвовал во Всесоюзной выставке ВДНХ в Москве.
В 1953 году после окончания Ташкентского сельскохозяйственного техникума трудился агрономом 1-й МТС Нижне-Чирчикского района. С 1955 года — полевод, агроном, бригадир в колхозе имени Будённого Нижне-Чирчикского района, с 1960 года — агроном-энтомолог в колхозе имени Ленина Нижне-Чирчикского района, с 1962 года — бригадир колхоза «Заря коммунизма» Галабинского района.
Трудился в колхозе «Заря коммунизма» до выхода на пенсию в 1988 году. Персональный пенсионер союзного значения.
Скончался в июле 2000 года.

## Награды
- Герой Социалистического Труда
- Орден Ленина
- Орден Трудового Красного Знамени (1972)
- Орден Трудовой Славы 3 степени
- Медаль «В ознаменование 100-летия со дня рождения Владимира Ильича Ленина»
- Бронзовая медаль ВДНХ — трижды
- Знак «Ударник 10-й пятилетки»
- Знак «Победитель социалистического соревнования» — трижды (1974, 1975, 1976)